# Dødspatrulje
Dødspatrulje eller er en bevæbnet bande, der på eget eller andres initiativ og bestilling foretager forfølgelser og henrettelser uden forudgående rettergang. En dødspatrulje kan arbejde for en stats politiske og/eller militære magthavere for at skaffe dem af med modstandere og rivaler, som ikke kan bekæmpes effektivt med legale midler. Dødspatruljernes medlemmer rekrutteres fortrinsvis i militære, paramilitære og politiorganisationer men kan også hentes i egentligt kriminelle bander.
Dødspatruljer har især været brugt af militærdiktaturer i Latinamerika i 1970erne og 1980erne. Omfattende eksempler fra Argentina og Chile har været inddraget i retssager mod en række generaler. Perus præsident fra 1990 til 2000, Alberto Fujimori, blev i april 2009 dømt for en række forbrydelser, herunder mord udført af dødspatruljer, begået i hans regeringstid.
| Kriminalitet | Spire Denne artikel om kriminalitet er en spire som bør udbygges. Du er velkommen til at hjælpe Wikipedia ved at udvide den. |